# Drakes Bay

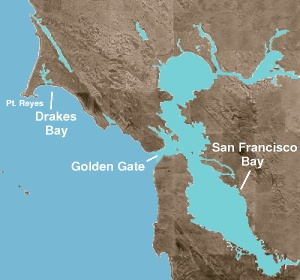
Drakes Bay an der kalifornischen Pazifikküste

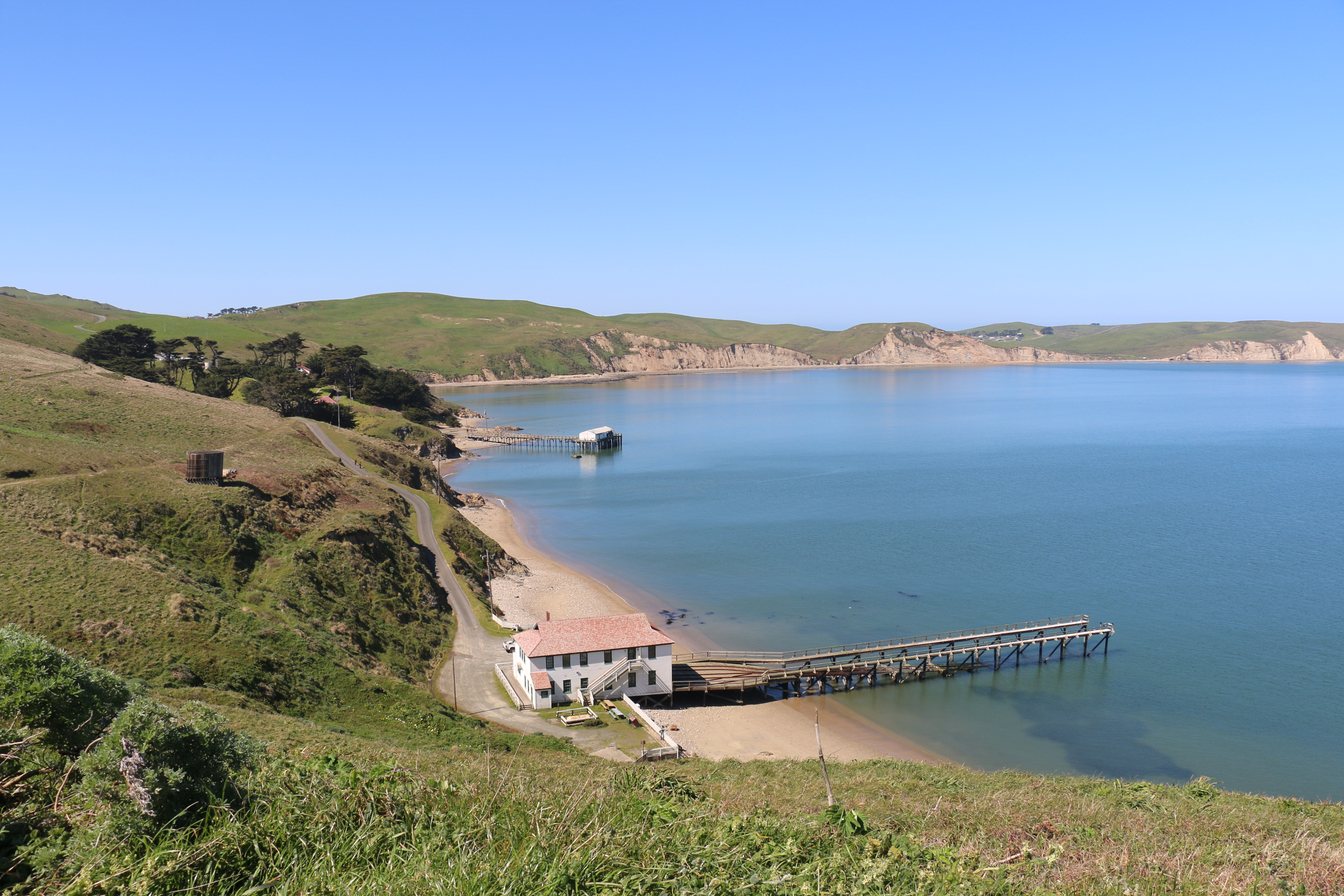
Drakes Bay von Westen aus gesehen, mit der Seenotrettungsstation von 1927

Die Drakes Bay ist eine kleine Pazifikbucht und liegt nordwestlich von San Francisco, Kalifornien. An der Nordküste der Bucht gibt es den Drake’s Estero und den Point Reyes National Seashore. Die Bucht wurde nach Francis Drake benannt, weil die Bucht den Beschreibungen von Drake und seiner Mannschaft auf seiner Weltumseglung ähnelt.
Von 2006 bis 2014 war der Betrieb einer Austernfarm in der Bucht umstritten.
Eine weitere Bucht mit dem Namen Drake’s Bay gibt es auch auf der Osa Peninsula an der Pazifikküste im südlichen Costa Rica.